# Karl-Heinz Ducke

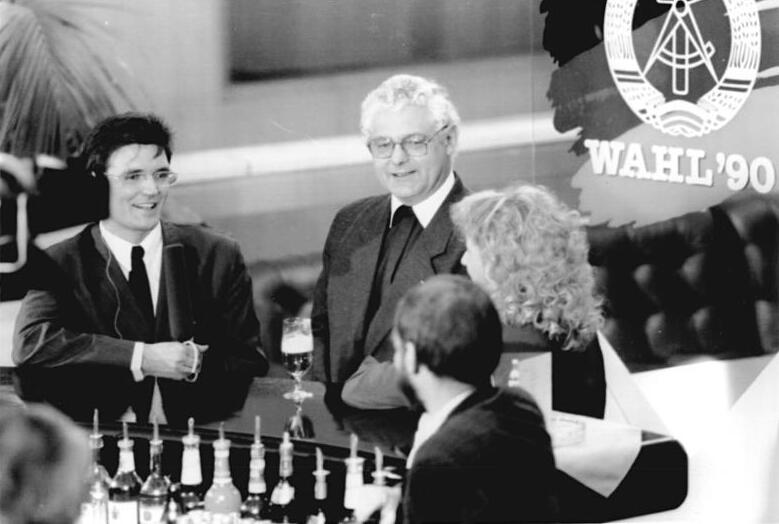
Karl-Heinz Ducke am Wahlabend der Volkskammerwahl 1990

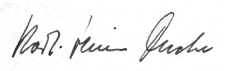
Unterschrift von Karl-Heinz Ducke

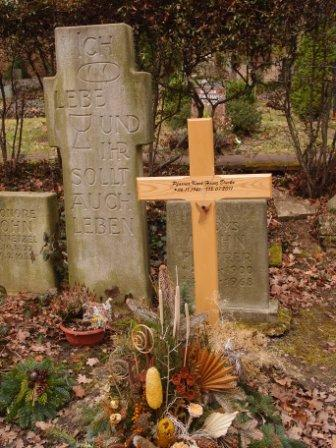
Grab von Karl-Heinz Ducke auf dem Jenaer Nordfriedhof.

Karl-Heinz Ducke (* 6. November 1941 in Langenau, Sudetenland; † 12. Juli 2011 in Jena, Thüringen) war ein deutscher katholischer Geistlicher, Moraltheologe und Bürgerrechtler.

## Leben und Wirken
Ducke wuchs nach der Vertreibung der Familie aus dem Sudetenland in der DDR auf. Von 1961 bis 1967 studierte er in Erfurt und Neuzelle Katholische Theologie. Am 25. Juni 1967 spendete ihm der Erfurter Weihbischof Hugo Aufderbeck die Priesterweihe.
Bis 1970 war Ducke als Kaplan in Jena seelsorglich tätig. Anschließend ging er als Assistent und ab 1975 als Regens an das Philosophisch-Theologische Studium in Erfurt, die einzige Ausbildungsstätte für katholische Priester in der DDR. Hier wurde er auch 1975 mit einer Arbeit über die Morallehre Hadrian VI. zum Dr. theol. promoviert. 1986 wechselte er in das Bischöfliche Ordinariat, wo er im Seelsorgeamt die Leitung der Erwachsenenseelsorge übernahm.
Papst Johannes Paul II. verlieh ihm am  30. Mai 1988 den Ehrentitel Kaplan Seiner Heiligkeit (Monsignore).
1988/1989 war Ducke Delegierter der Ökumenischen Versammlung in der DDR. Als Vertreter der Berliner Bischofskonferenz moderierte Karl-Heinz Ducke in der Wendezeit gemeinsam mit Martin Ziegler und Martin Lange den Runden Tisch der DDR. Für sein Engagement erhielt Ducke am 1. Oktober 1991 den Verdienstorden des Landes Berlin und am 8. Oktober 1995 das Bundesverdienstkreuz 1. Klasse.
Ducke war vom 1. September 1991 bis 31. Juli 2010 Pfarrer von St. Johann Baptist in Jena. Er vertrat die katholische Kirche im Rundfunkrat des Mitteldeutschen Rundfunks und war Vorsitzender des Fernseh- und des Personalausschusses dieses Gremiums. Darüber hinaus war er seit 1998 als nichtresidierender Domkapitular Mitglied des Domkapitels am Erfurter Dom St. Marien im Bistum Erfurt.
Karl-Heinz Ducke verstarb am 12. Juli 2011 im Universitätsklinikum Jena. Nach dem von Bischof Joachim Wanke in St. Johannes Baptist (Jena) gefeierten Requiem wurde er am 19. Juli auf dem Nordfriedhof (Jena) beigesetzt.

## Veröffentlichungen
- Das Verständnis von Amt und Theologie im Briefwechsel zwischen Hadrian VI. und Erasmus von Rotterdam. St.-Benno-Verlag, Leipzig 1973 (Erfurter theologische Schriften 10), ISBN 3-7462-0323-6.
- Handeln zum Heil: eine Untersuchung zur Morallehre Hadrians VI. Leipzig 1976 (Erfurter theologische Studien 34).
- mit Klaus Demmer: Moraltheologie im Dienst der Kirche. Leipzig 1992 (Erfurter Theologische Studien 64), ISBN 3-7462-1038-0.
- Günter Gorschenek (Hrsg.): Dimensionen des Menschenbildes im vereinten Deutschland. Katholische Akademie Hamburg e. V., 1993, ISBN 3-928750-30-5.